# Jan Urban Jarník

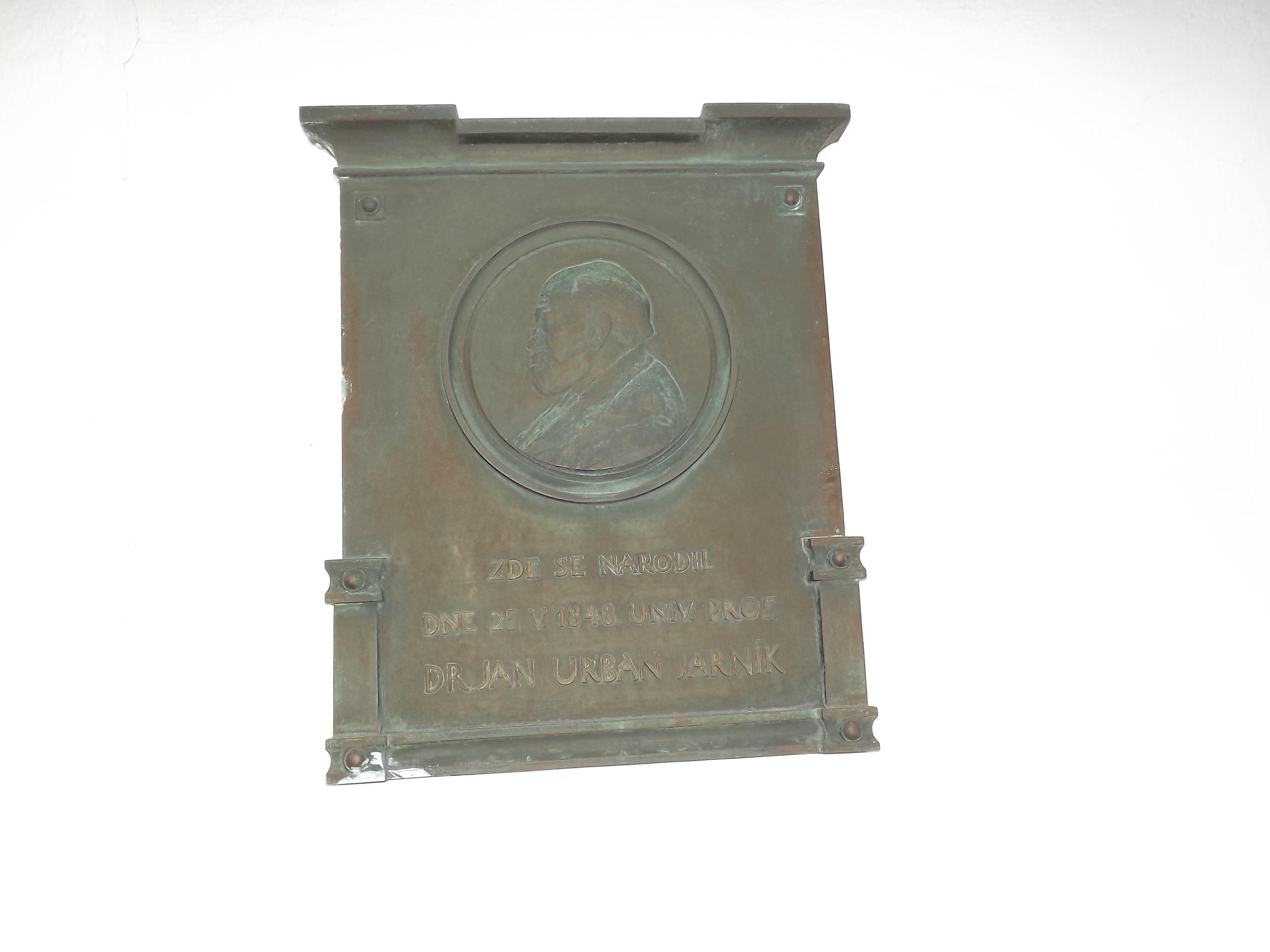
Pamětní deska na jeho domě v Potštejně

Jan Urban Jarník (25. května 1848 Potštejn — 12. ledna 1923 Praha-Podolí) byl český profesor románských jazyků, zaměřený zejména na srovnávací jazykovědu, rumunštinu a albánštinu. Univerzitní studia absolvoval ve Vídni, od roku 1882 vyučoval jako profesor na české univerzitě v Praze, kde založil seminář pro románskou filologii. Věnoval se vědeckému zkoumání a popularizaci rumunské kultury, překládal česká literární díla do rumunštiny, sbíral lidovou tvorbu v Sedmihradsku. Roku 1919 se účastnil jednání o navázání diplomatických styků Československa a Rumunska. Podporoval nemajetné studenty, propagoval rodné Potštejnsko a organizoval české okrašlovací spolky. Získal si všeobecnou úctu v Čechách i Rumunsku, byl přijat do několika vědeckých společností a stal se čestným členem řady studentských spolků. Významné je také jeho lingvistické dílo, v němž se zabýval rumunskou frazeologií, morfologií, lexikografií a fonetikou.

## Život

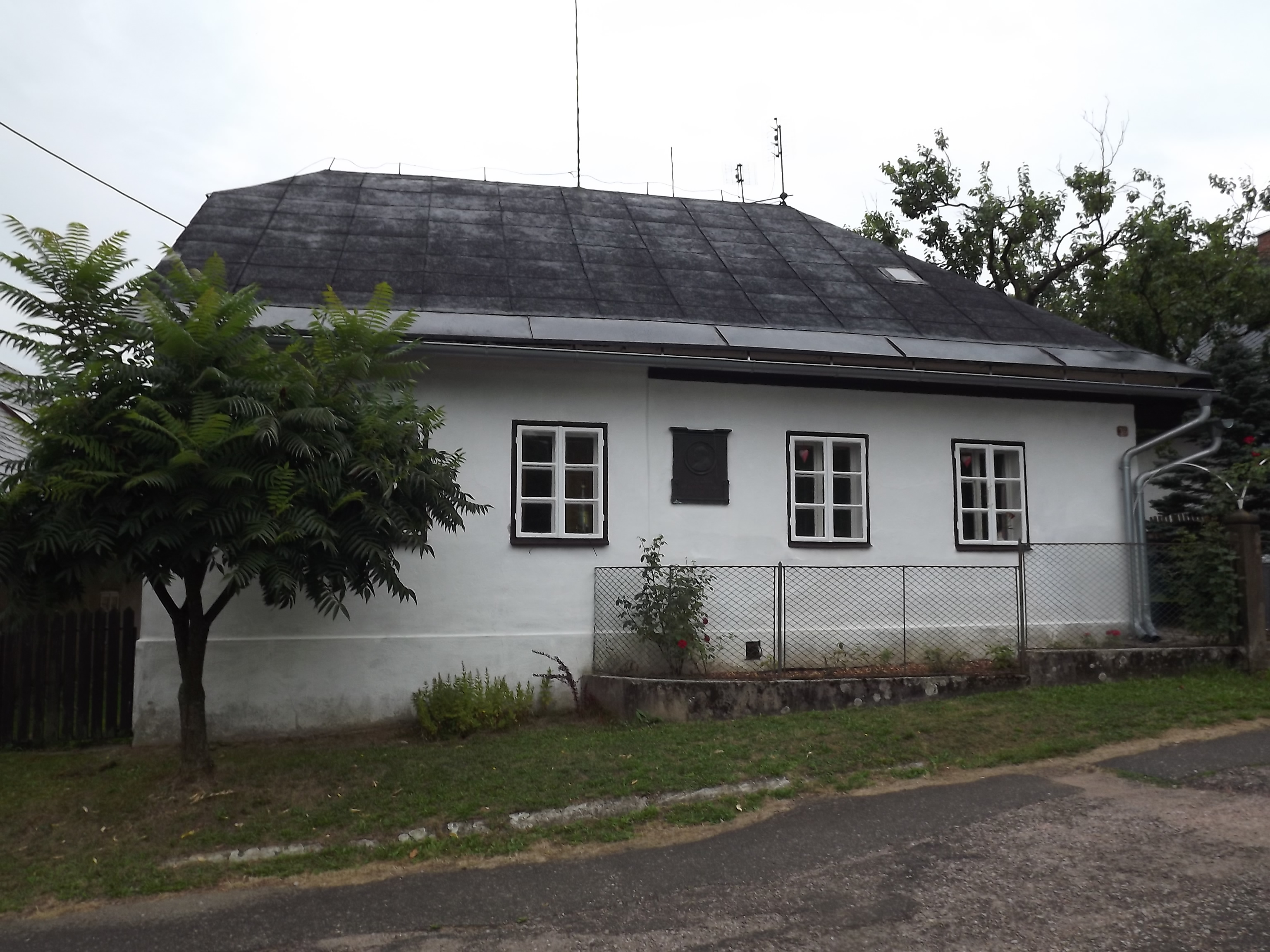
Jarníkův rodný dům

Narodil se 25. května 1848 v Potštejně. Navštěvoval obecnou školu v rodném městě a ve Vysokém Mýtě. Ve čtrnácti letech nastoupil na gymnázium v Rychnově nad Kněžnou, odkud o rok později přešel do Hradce Králové. Po maturitě byl přijat na univerzitu ve Vídni, kde studoval češtinu, němčinu, francouzštinu, italštinu, angličtinu, sanskrt a srovnávací mluvnici indoevropských jazyků. Účastnil se tam rovněž činnosti v českém akademickém spolku.
Roku 1874 složil učitelské zkoušky a získal cestovní stipendium, na jehož základě strávil rok na univerzitě v Paříži. V roce 1876 získal titul doktora filosofie, o dva roky později se habilitoval v oboru románské filologie. Souběžně vyučoval francouzštinu na reálných školách ve vídeňském Leopoldově. Podnikl také dvě cesty do rumunských krajů — roku 1876 pobyl několik měsíců v Blažejově (Blaj), v roce 1879 znovu navštívil Sedmihradsko a podíval se i do Bukurešti.
V roce 1882 byl přijat jako mimořádný profesor na nově zřízenou českou univerzitu v Praze. Zřídil zde seminář pro románskou filologii, první v Rakousku. Roku 1898 se stal řádným profesorem.
Vedle vědecké a pedagogické činnosti se snažil o zlepšení sociální situace nemajetných studentů. Zprostředkovával možnosti přivýdělku (doučování, tlumočení pro obchodníky), pomáhal organizovat studentské spolky (Svépomoc, všestudentské slavnosti, Svaz českoslovanského studentstva), štědrovečerní večeře pro studenty, kteří nemohli na svátky odjet domů. Za svou obětavou péči byl přezdíván „otec studentů“.
Nezapomínal ani na rodný kraj. Roku 1882 spoluzakládal potštejnský okrašlovací spolek a romantické okolí této obce propagoval tak, že se stalo oblíbeným cílem pro letní dovolené Pražanů. Později přispěl k založení Svazu českých spolků okrašlovacích.
Roku 1919 se účastnil jednání o navázání diplomatických styků mezi Československem a Rumunskem. V Bukurešti přednášel za účasti vlády a diplomatického sboru o své činnosti pro sblížení obou národů. Královský pár ho v Sibiu pozval k delšímu rozhovoru. Téhož roku odešel do důchodu.
Za svou činnost si získal všeobecnou úctu. Stal se řádným členem České akademie, České společnosti nauk, důstojníkem Francouzské akademie v Paříži, dopisujícím členem rumunské akademie, čestným občanem Potštejna a čestným členem většiny studentských spolků. Během 1. světové války bylo jeho jméno známé i mezi prostými Rumuny, kteří ho uznávali jako „tvůrce jejich řeči“ (napomohl ke sjednocení sedmihradských nářečí, silně ovlivněných slovanskými prvky).
Zemřel 12. ledna 1923 v podolském sanatoriu po krátké nemoci. Po rozloučení v pantheonu Zemského muzea za účasti vyslanců Francie a Rumunska, představitelů ministerstev školství a zahraničních věcí, akademiků a studentů následoval pěší průvod do olšanského krematoria. V říjnu téhož roku mu byla v akademické menze umístěna pamětní deska s bustou, kterou zhotovil sochař Fiala.
Je po něm pojmenována důležitá ulice v samém historickém centru rodného Potštejna, vedoucí přes prostranství mezi kostelem a zámkem, a také Jarníkovy schody vedoucí na vrch Hostibejk v Kralupech nad Vltavou.

## Dílo
Byl autorem např. následujících článků:
- Něco o Rumunech, článek v almanachu vídeňského akademického spolku na oslavu 70. narozenin A. V. Šembery (1877)
- Sprachliches aus rumänischen Volksmärchen (O jazyku rumunských báchorek) v programu nižší reálky v Leopoldově (1877)
- Reisebriefe eines Philologen (Listy z cest filologa) v časopise Osten (1879)
- O důležitosti studia jazyka rumunského (tamtéž), jeho habilitační práce
- Zur albanischen Sprachenkunde (K jazykovědě jazyka albánského), v programu leopoldovské reálky (1881)
- Vzpomínky na pobyt mezi Rumuny (Světozor 1882)
- O příponě -eală v rumunštině (Listy filologické a pedagogické 1883)

Knižně vyšly např.:
- Index zu Diez’ Etymol. Wörterbuche der rom. Spr. (Index ku Diezově Etymologickému slovníku rom. jaz.), klíč k podkladům slovníku zakladatele románské filologie (1878)
- Příspěvky ku poznání nářečí albánských (1883)
- Doine și strigături din Ardeal (Národní písně a popěvky ze Sedmihradska), nákladem rumunské akademie, společně s žákem Andrei Bârseanu (1885, reedice 1968)
- Dvě verse starofrancouzské legendy o sv. Kateřině Alexandrinské (1894)
- Humanitního spolku slasti a strasti (1902)
- Podstata, cíl a organisace okrašlování, hlavně po stránce národohospodářské a esteticko-výchovné (1911)
- Průvodce zátiším Potštýnským a okolím (1911), oceňovaná turistická příručka[16]
- Rozmluvy s raněnými vojíny rumunské národnosti (1914)

Do rumunštiny přeložil:
- Božena Němcová: Babička
- František Pravda: Voják nováček

## Rodina
- Syn Hertvík Jarník (1877-1938) se stal rovněž profesorem romanistiky a překladatelem do a z rumunštiny. Působil na Masarykově univerzitě v Brně.[17], v letech 1919-1923 byl také ředitelem Zemské knihovny v Brně[18].
- Syn Vojtěch Jarník (1897-1970) se proslavil jako matematik.[19]